# Anomia
Pour les articles homonymes, voir Anomie (homonymie).
anomies
Genre
Anomia (les anomies) est un genre de mollusques bivalves de la famille des Anomiidae.
Le terme anomie (du grec ἀ- / a- « absence de » et νόμος / nómos « règle, structure ») renvoie à l'allure amorphe et variable du coquillage. L’anomie se fixe sur tout support solide : rocher, autres bivalves, gorgones, crampons de laminaires. Elle y adhère fortement grâce à un byssus calcifié et prend la forme du substrat, de telle manière qu’il est impossible de la détacher sans la briser.
L’espèce commune en Europe, Anomia ephippium, est également appelée pelure d’oignon, éclair ou estufette. Elle est présente sur l’ensemble du littoral français. La coquille fine et nacrée, de couleur crème, doré à violet, est fréquemment retrouvée dans la laisse de mer et recherchée par les enfants pour sa beauté.

## Espèces
Selon WoRMS :
- Anomia achaea Gray, 1850
- Anomia acontes Gray, 1850 (syn. Anomia simplex d'Orbigny in de la Sagra, 1853) - Anomie simple
- Anomia chinensis Philippi, 1849 - Anomie de Chine
- Anomia cytaeum Gray, 1850
- Anomia ephippium Linnaeus, 1758 - Anomie pelure
- Anomia macostata Huber, 2010
- Anomia peruviana d'Orbigny, 1846 - Anomie péruvienne
- Anomia trigonopsis Hutton, 1877 - Anomie de Nouvelle-Zélande